# Afonso II da Provença
Afonso II da Provença (Saragoça, 1180 - Palermo, Fevereiro de 1209) foi conde da Provença, Millau e de Gavaldá entre os anos de 1196 e de 1209. Recebeu o condado como herança de seu pai o rei Afonso II de Aragão.
Quando se deu o falecimento de seu pai Afonso da Provença era ainda de menor idade pelo que teve de ser eleito um regente. A escolha caiu sobre Roger Bernat de Foix e Lope Ximenez.
Corria o mês de Julho de de 1193 casou na localidade de Bouches-du-Rhône, Aix-en-Provence com Gersenda de Forcalquier igualmente denominada como Gersenda de Sabran (c. 1180 -?), Condessa de Forcalquier e filha de Rénier I de Sabran e de Garsinde de Forcalquier, de quem teve:
1. Raimundo Berengário IV da Provença (1198 - 19 de Agosto de 1245), casado com Beatriz de Saboia (1200 - Dezembro de 1266), filha de Tomás I de Saboia e de Margarida de Génova.
2. Gersenda da Provença (c. 1200 -?) casada com Guillaume II de Moncada (1200 -?), visconde de Béarn.